# Palpita curiosa
Palpita curiosa là một loài bướm đêm trong họ Crambidae.